# 60S рибосомный белок L12
60S рибосомальный белок L12 - рибосомальный белок, который в геноме человека кодируется геном RPL12.

## Функция
Рибосомы, клеточные органеллы, обеспечивающие синтез белка (трансляцию), состоят из двух субъединиц: малой - с коэффициентом седиментации - 40S и большой - 60S субъединицы. Эти субъединицы образованы 4 видами РНК и около 80 структурно различными белками. Ген RPL12 кодирует рибосомальный белок, являющийся компонентом 60S субъединицы. Белок принадлежит к L11P семейству рибосомных белков. RPL12 локализуется в цитоплазме клетки. Белок связывает непосредственно 26S рРНК. Ген RPL12 котранскрибируется с мякРНК U65, ген которой расположен в четвёртом интроне гена RPL12. Как это характерно для генов, кодирующих рибосомальные белки, в разных частях генома располагаются несколько процессируемых псевдогенов.

## Взаимодействие
Показано, что RPL12 взаимодействует с CDC5L.